# 王汝漢
王汝漢（?—?），漢軍鑲黃旗人，清朝政治人物、進士出身。

## 生平
光緒十八年（1892年），参加光緒壬辰科殿試，登進士二甲97名。同年五月，以主事分部学习。